# Rudolf Kochendörffer (Eishockeyspieler)
Rudolf (Rudi) Kochendörffer (* 24. Dezember 1924 in Berlin; † Juli 2015 ebenda) war ein deutscher Eishockeyspieler und -schiedsrichter. Er war lange Jahre Schiedsrichter-Obmann des Deutschen Eislaufverbandes und leitete über 1100 Spiele. Für seine Verdienste wurde er in die Hockey Hall of Fame Deutschland aufgenommen.

## Leben
Kochendörffer spielte ab 1934 beim Berliner Schlittschuhclub Eishockey. Nach der Teilung Berlins blieb er in Ost-Berlin und spielte bis 1956 bei BSG Empor Berlin bzw. BSG Einheit Berliner Bär.
Nach seiner Zeit als Spieler wurde Kochendörffer Schiedsrichter. Er leitete insgesamt über 1000 Oberligaspiele und wurde 46 Mal bei internationalen Spielen eingesetzt, unter anderem bei den B-Weltmeisterschaften 1971 bis 1973. Er war als Schiedsrichter-Ausbilder der IIHF aktiv und von 1969 bis 1990 Schiedsrichter-Obmann des DELV.
Kochendörffer war ab 1990 Ehrenmitglied des Deutschen Eissport-Verbandes und wurde 2003 in die Hockey Hall of Fame Deutschland aufgenommen.